# 林廷琛 (律师)
林廷琛（？—？），字子献，福州闽侯人，中国法学家、律师。中华民国及满洲国政治人物。

## 生平
林廷琛曾任清室办事处常务律师。1931年，他作为文绣诉溥仪离婚案中溥仪的代理律师之一（另一位是林棨），同文绣的代理律师张绍曾、张士骏、李洪岳寻求庭外和解，于1931年10月22日达成离婚协议。
满洲国时期，他曾于1933年至1937年任帝室会计审查局局长。

## 著作
- 法院組織法論